# Rainer Schmidt (Wirtschaftsinformatiker)
Rainer Schmidt ist ein deutscher Wirtschaftsinformatiker. Er ist Professor für Wirtschaftsinformatik an der Hochschule für angewandte Wissenschaften München.
Nach seiner Promotion am Karlsruher Institut für Technologie (KIT) war er zunächst als Professor an der Dualen Hochschule Baden-Württemberg Lörrach (DHBW Lörrach) und Hochschule Aalen in Lehre und Forschung tätig. Seine Forschungsergebnisse wurden in diversen wissenschaftlichen Konferenzen und Journalen wie bspw. CAiSE, HICSS, PACIS, AMCIS, BIS, Journal of Software: Evolution and Process publiziert. Er ist Mitorganisator zahlreicher wissenschaftlicher Konferenzen und Workshops sowie Journal-Editor u. a. im Bereich des Geschäftsprozessmanagements, Data Science, Unternehmensarchitekturen und der sozialen Informationssysteme.
Am 5. Juli 2018 erhielt Rainer Schmidt den Oskar-von-Miller-Preis „Angewandte Forschung und Entwicklung“ der Hochschule München.